# Sago (Boundiali)
Sago est une localité située au nord de la Côte d'Ivoire et appartenant au département de Boundiali. 